# A vesszőfutás
A vesszőfutás (eredeti cím: The Gauntlet) 1977-ben bemutatott amerikai, road-movie jellegű akciófilm Clint Eastwood és Sondra Locke főszereplésével. A filmet a maga idejében bemutatták a magyarországi mozikban is.

## Cselekmény
|  | Alább a cselekmény részletei következnek! |

Ben Shockley középkorú zsaru az arizonai Phoenix városában. Egész életében a nagy fogásra és álmai nőjére vágyott, eddig mindhiába. Mára megtört, az alkoholizmus határán álló nyomozó, aki csak a nyugdíjat várja. Egy napon belső ügyekkel foglalkozó új főnöke, Blakelock, egy egyszerű feladattal bízza meg. Repüljön el a közeli Las Vegasba és hozzon el egy „semmi tárgyalásra egy semmi tanút”. Mikor kérdezi, miért ő menjen, főnöke azt válaszolja, mert Ben mindennek alaposan a végére jár. A tárgyalás másnap délután lesz.
Las Vegasban kiderül, Gus Mally nevű „ügyfele” valójában nem férfi, hanem egy Augustine Mally nevű prostituált, aki éppen fogdában van. Ben simán és gyorsan szeretné az ügyet elintézni, de Gus ellenáll, semmiképpen nem akar vele menni, sőt, még a celláját sem akarja elhagyni azzal az indokkal, hogy amint kilép, mindkettőjüket megölik. Hogy kik és miért, azt nem tudja, de a városban (ahol a világon mindenre fogadni lehet) már 1:50 arányban jegyzik túlélésüket a bukmékerek. A történet hihetetlen, Ben nem hisz Gusnak.
Mivel Gus reggel kávéba kevert cigarettahamut ivott a cellában, hogy betegnek látszódjon, még korábban egy mentőt hívtak hozzá a rendőrségre. Ben ugyan nem hisz neki és bízik is önmagában. Noha a mentővel indulnak a repülőtérre, a biztonság kedvéért a félútra odarendel egy bérautót is az út mellé, hogy onnan azzal menjenek tovább. Mikor odaérnek, Ben megkéri a mentőst, hogy nyissa ki a kocsit. Noha elvileg szinte senki sem tudhatott az ügyről, a kocsi az ajtó kinyitásakor azonnal felrobban. Alig indulnak tovább a mentővel, egy fekete kocsi követni kezdi őket, melyből lövöldözni kezdenek rájuk, de ezt is megússzák. Ben ekkor már hisz a lánynak. Elmennek Gus házába, ahol Ben felhívja Blakelockot, hogy rendőri segítséget kérjen, küldjenek két autót értük.
A rendőrség hamarosan nagy erőkkel ki is érkezik, de segítség helyett rommá lövik a házat azzal, hogy tudtukkal veszélyes fegyveres bűnözők rejtőzködnek benne. Gus, majd Ben egy föld alatti menekülőjáraton jutnak ki. Mivel már Ben is látja, hogy senkiben nem bízhatnak, egy rendőrautót eltérítenek, hogy az vigye el őket a másfél órányira lévő államhatárhoz. Az autórablási akció meglepően békésen zajlik, a rendőr elhiszi, hogy Ben valódi nyomozó. Megtudják, valószínűleg a szervezett bűnözés áll az ügy hátterében, így most már nem csak a bűnözők, hanem a rendőrök is őket üldözik. A rendőr egyre cinikusabban viselkedik Gussal, bizarr szexuális célzásokat tesz rá, majd megvádolja Bent, hogy egy prostituáltért megszegte a kötelességét.
Ben tudja, Nevadában senkiben sem bízhat, ezért egy út menti fülkéből felhívja Blakelockot, hogy küldjön értük kocsikat Nevada és Arizona államhatárára. Blakelock éppen egy magnószalagot hallgat, melyen arról beszélnek, hogy a maffia egyik főemberének, de Lucának a tárgyalásán egyetlen koronatanú van. Ha ez a tanú kiesik, nincs elmarasztaló ítélet. Gus Mally ezek szerint mégsem „semmi tanú egy semmi tárgyaláson”. Gusnak jut eszébe, mi van, ha Blakelock is benne van az ügyben, a határon nem rendőrök, hanem bérgyilkosok várják őket. Noha Ben ezt nem akarja elhinni, végül kiszállnak az eltérített kocsiból a határ előtt pár percnyire. Addigra beesteledik, a rendőr egymaga autózik oda, hogy szóljon az arizonai kollégáknak, de azok szó nélkül szitává lövik az autójával együtt, mivel azt hiszik, Ben és Gus is benne ülnek.
Ben és Gus a hegyek között egy barlangüregben éjszakáznak. Az estét kemény veszekedéssel töltik, csúnyán kiosztják egymást, Gus lúzernek nevezi Bent. Szerinte azért küldték pont őt érte, mert egy senki, aki senkinek sem fog hiányozni. Az éjszaka Ben alaposabban átnézi a kiadatási papírt, amin az áll, de Luca maffiavezér tárgyalásán Gus a koronatanú. Gus nehezen, de elmeséli, egy alkalommal de Luca rendőr ismerősét kellett „kiszolgálnia”, meglehetősen perverz módon. A férfi elmondása alapján feltűnően hasonlít Blakelockra. Mivel neki is jelen kell lennie a tárgyaláson, valószínűleg nem akarja, hogy Gus felismerje, ezért akarja megöletni őket.
Reggel vadmotoros banda érkezik a barlanghoz. Egy blöffel Ben eléri, hogy elmenjenek, az utolsónak távozó motorját elveszi, azzal mennek tovább. Az út mentéről felhívja egyetlen megbízható kollégáját, Josephsont, aki közli, körözést adtak ki ellenük gyilkosságért, az előző este a határon lelőtt rendőr miatt. Egy helikopter kezdi üldözni őket a hegyek között. A motor találatot kap, de a helikopter egy távvezetéknek ütközik.
Egy tehervonatra kapaszkodnak fel. Kiderül, a reggel motor nélkül maradt hippik is rajta ülnek, alaposan elverik őket, de végül mindketten megmenekülnek. Addigra megbékélnek egymással, sőt, egyfajta vonzalom kezd kialakulni az önmagára nem éppen büszke prostituált és az örök vesztes Ben között. A legközelebbi kisváros moteljében rendbe szedik magukat. Ben elhatározza, ha törik, ha szakad, végrehajtja a tervet, elviszi Gust a tárgyalásra és ezzel lebuktatja Blakelockot is. Felhívja kollégáját, hogy adja le a pontos útvonalukat a városban. Gus felajánlja, van némi pénze a bankban, menjenek el ketten valahová, akár Mexikóba, de végül önként beleegyezik, elmegy Bennel Phoenixbe. Mivel az ellenük szóló fogadás már 1:100-nál tart, összes pénzét felteszi a Mally nevű „lóra”, azaz önmagára. Ha veszít, már úgysem lesz szüksége pénzre, ha pedig odaérnek és nyernek, a százszoros pénzen gazdag emberekké válnak.
Egy kisebb megállóban a délutáni phoenixi buszt elrabolják, a vezetőfülkét vaslapokkal megerősítik, majd ketten elindulnak a városba. 
Kiderül, nem csak Blakelock, hanem az államügyész is benne van az ügyben nyakig. Ketten elhatározzák, hogy Gus és Ben semmiképpen nem juthatnak el a bíróságig. Mivel Blakelock teljes felhatalmazással rendelkezik a rendőrség felett, több száz rendőrrel és tűzparanccsal fogják őket várni, az előre megadott útvonalat már lezárták is kiürítették.
A busz megérkezik a városba. Az ügyben benne lévő államügyész parancsára Ben jóhiszemű kollégája, Josephson várja őket a város szélén. Rábeszéli őket, hogy adják fel magukat, minden meg van beszélve az államügyésszel az ügy tisztázásához. Nehezen, de ráállnak, ám amikor kiszállnak a buszból, azonnal rájuk lőnek, Josephson meghal. Visszaszállnak a buszba és elindulnak a néhány házsaroknyi vesszőfutásra.
Több száz rendőr folyamatosan lövi a buszt, de nem bírják megállítani. A busz utolsó erejével felszalad a bíróság előtti lépcsőre, majd kezében a bírósági idézéssel kiszáll a vérző Ben és Gus. A szerepéből teljesen kiesett Blakelock rohan eléjük. Ordítani kezd a rendőrökkel, hogy a parancs szerint le kellett volna lőni őket. Mikor az utána kijövő államügyész tanúk előtt beismeri, hogy Blakelock tussolta el a de Luca ügyet, lelövi őt. Bent és Gust is le akarja lőni, de kifogy a lőszere, ekkor Gus védekezésből lelövi. A megsebesült Ben elájul, Gus elkezdi verni a mellkasát, hogy „Ben Shockley, meg ne halj itt nekem, tudod, hogy szeretlek”. Ben magához tér, csak mosolyogva annyit mond „bla, bla, bla”.  
|  | Itt a vége a cselekmény részletezésének! |

## Közlekedési módok
- repülőgép, odafele és a terv szerint visszafele
- mentőautó, a rendőrségtől a repülőtér fele félútig, szétlőve
- bérautó (nem tudják használni, mert felrobban)
- eltérített rendőrautó, Las Vegastól Arizona határáig, szétlőve
- ellopott motorkerékpár, a barlangtól a vasútig, szétlőve
- tehervonat
- gyalog, a vasúttól Wickenburg kisvárosig
- eltérített távolsági autóbusz Wickenburgtől a phoenixi bíróságig, több ezer golyóval szétlőve

## Érdekességek
- A film során szó szoros értelemben rommá lőnek egy családi házat, egy rendőrautót és egy autóbuszt.
- A végső jelenetben 8000 éles töltényt használtak fel a busz szétlövéséhez, ez nem háborús film esetében rekord.
- A film költségvetése 5 millió dollárt tett ki. Ahhoz, hogy a már említett lövöldözést és rombolást kivitelezzék, csak arra egymillió dollárt költöttek.
- Clint Eastwood és Sondra Locke magánéletben is társak voltak hosszú időn keresztül. Összesen hat közös filmjük volt.
- Clint Eastwood több filmben is együtt játszott William Prince (Blakelock) és Bill McKinney (eltérített autós rendőr) színészekkel.
- Az egyik mellékszereplő Carole Cook férje, Tom Troupe ugyancsak színész és Eastwooddal ő is szerepelt együtt a klasszikus Kelly hősei c. 1970-es filmalkotásban.
- A börtönőrt játszó Jeff Morris szintén volt szereplő a Kelly hősei-ben, mint a Cowboy becenevet viselő katona.
- A film szerepeire többek között Steve McQueen, Barbra Streisand és Kris Kristofferson neve is felmerült. Rendezőként az akciófilmek királya, Sam Peckinpah és Walter Hill is szóba jött.
- A film elején a Las Vegasba érkező sárga repülőgép az azóta megszűnt Hughes Airwest flottájába tartozott. Sárga színük miatt ezeket a gépeket repülő banánnak nevezték.
- A filmbéli phoenixi bíróság épülete valójában a Phoenix Symphony Hall koncertterem volt.

## Bevétel
A film a hazai jegypénztáraknál elég jól teljesített, a költségvetés hétszeresét, több mint 35 millió dollár bevételt hozott (ebből 26-ot az Egyesült Államokban) és 1977 legnézettebb mozifilmjei közé tartozott.

## Szereposztás
| Szerep                                          | Színész           | Magyar hangja (1. szinkron, 1994) |
| ----------------------------------------------- | ----------------- | --------------------------------- |
| Ben Shockley, alkoholista, örök vesztes nyomozó | Clint Eastwood    | Koroknay Géza                     |
| Augusta „Gus” Mally, művelt, okos prostituált   | Sondra Locke      | Spilák Klára                      |
| Maynard Josephson nyomozó                       | Pat Hingle        | Konrád Antal                      |
| Blakelock, korrupt rendőrfőnök                  | William Prince    | Breyer László                     |
| Rendőr az eltérített járőrkocsiban              | Bill McKinney     | Kránitz Lajos                     |
| Feyderspiel, korrupt államügyész                | Michael Cavanaugh | Várkonyi András                   |
| Idős hölgy a buszon                             | Mildred Brion     | Várnagy Kati                      |
| Pincérnő, aki nem szereti a pilótákat           | Carole Cook       | N/A                               |

## Filmzenei album
A film dzsesszes hangulatú kísérőzenéjét Jerry Fielding szerezte. A restaurált zeneanyagot tartalmazó filmzenei album 2002. december 31-én jelent meg a Warner Bros kiadásában 247882 katalógusszámon.
- Bleak Bad Big City Dawn
- Pickup
- Exit Tunnel, Roaring
- Gauntlet
- Box Car Incident
- Closer Look at a Closer Walk
- Black Sedan
- Manipulation on the Center Divider
- Delivery
- Postlude